# 박찬욱 (기자)
박찬욱(1964년 10월 2일 ~ )는 대한민국의 기자이다.
- 2021.12~2024.12 KBS 감사
- 2020.5 KBS 부산방송총국 총국장
- 2018.4 KBS 남북교류협력단 단장
- 2014.7 통일준비위원회 언론자문단 자문위원
- 2013.7 남북방송통신교류추진위원회 위원
- 2013.6 KBS 보도국 북한부장
- 2010 KBS 보도국 경제부장,팀장
- 1989 KBS 공채 16기 기자